# Dorfkirche Körchow

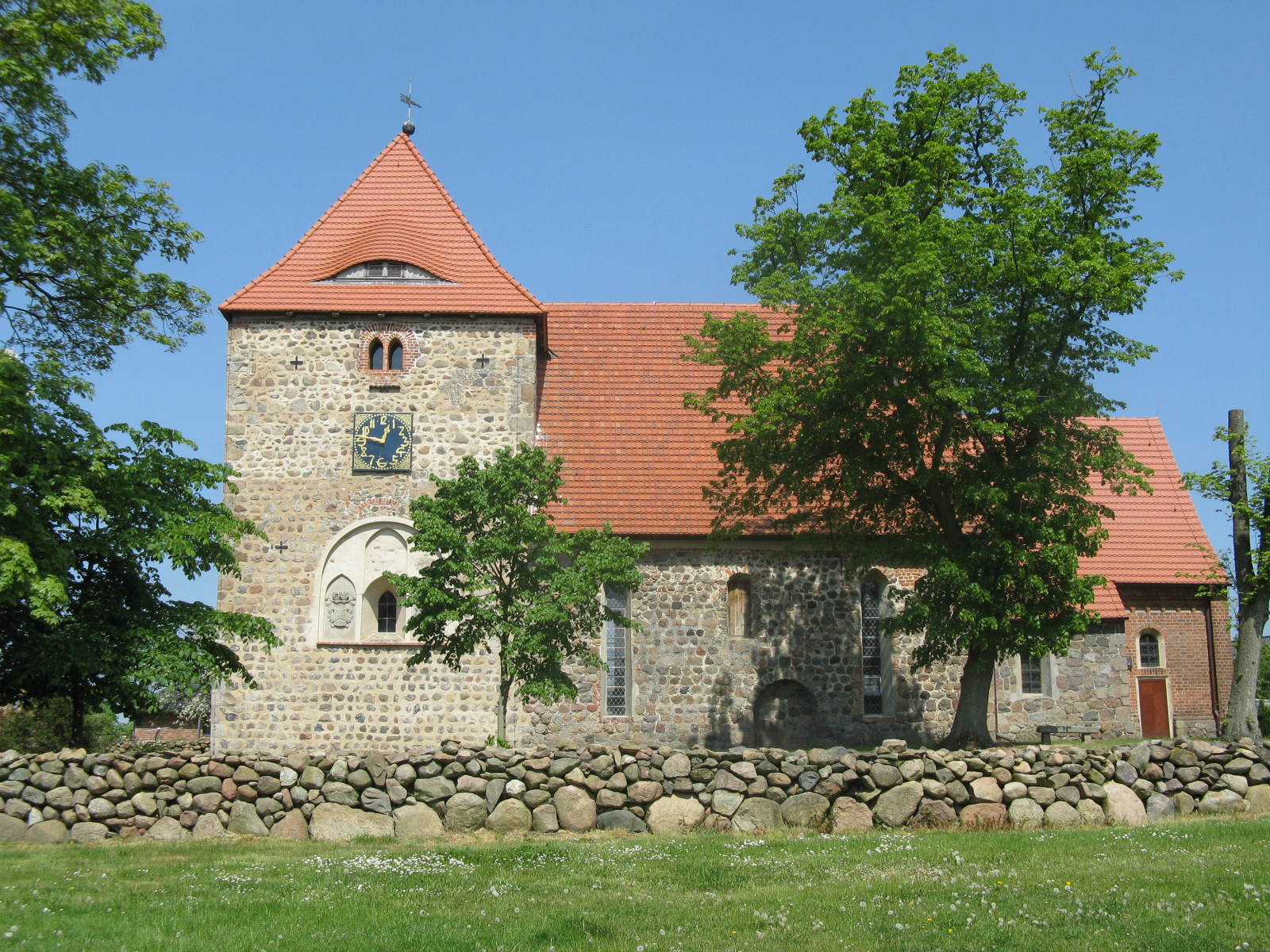
Dorfkirche Körchow

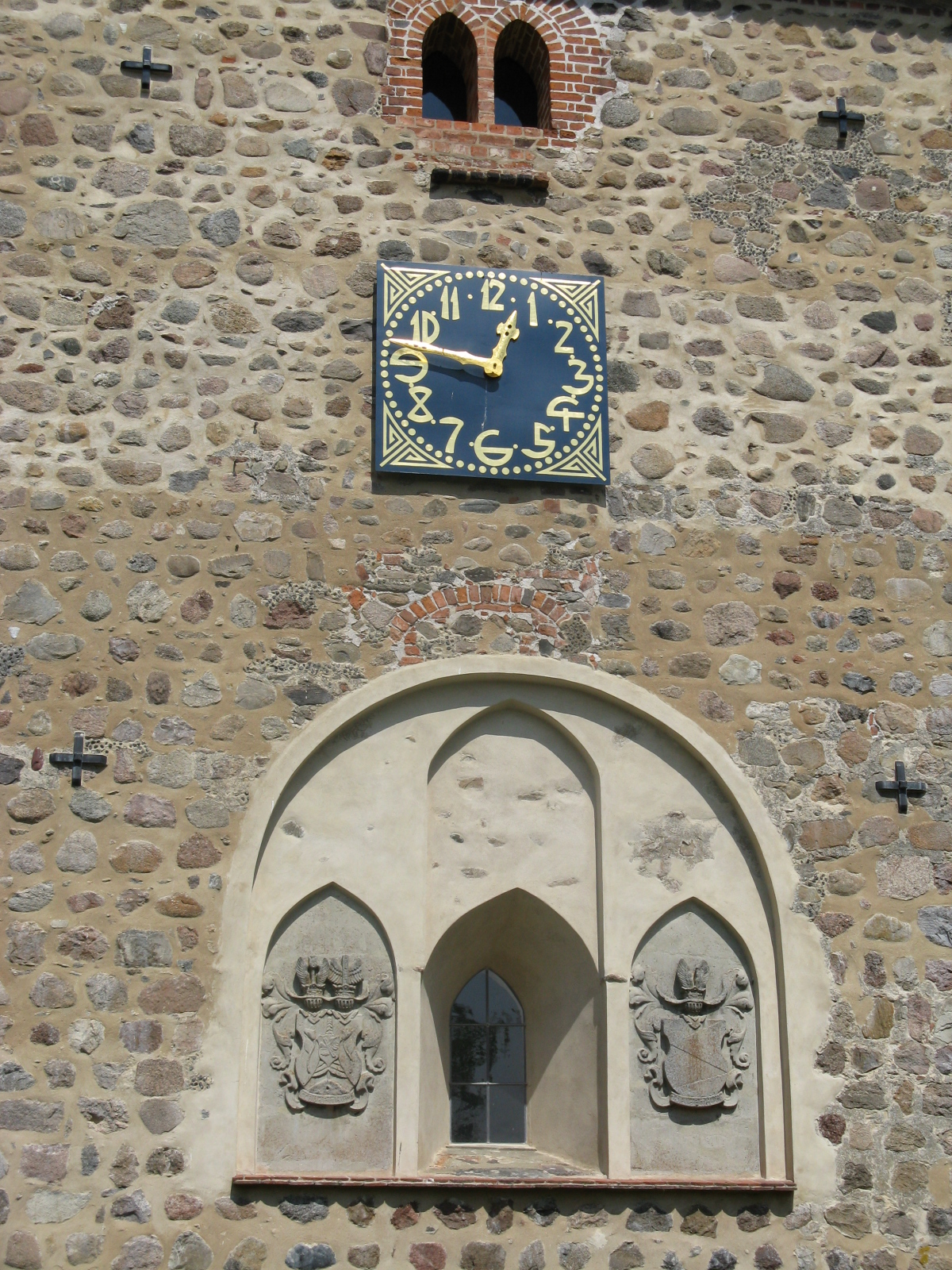
Turmsüdseite

Die evangelische Dorfkirche Körchow ist eine spätromanische Saalkirche im Ortsteil Körchow von Wittenburg im Landkreis Ludwigslust-Parchim in Mecklenburg-Vorpommern. Sie gehört zur Kirchengemeinde Körchow-Camin in der Propstei Parchim der Evangelisch-Lutherischen Kirche in Norddeutschland (Nordkirche).

## Geschichte und Architektur
Die Kirche in dem bereits 1194 erwähnten Dorf wurde vermutlich in der Mitte des 13. Jahrhunderts in Feldsteinmauerwerk auf dem mit Feldsteintrockenmauer eingefriedeten Kirchhof erbaut. Das ursprünglich flach gedeckte Schiff wurde vermutlich noch im 13. Jahrhundert mit zwei Kreuzgratgewölben ungleicher Länge eingewölbt, wobei durch abgetreppte Gewölbevorlagen die Mittelfenster der Längswände verdeckt wurden. Der mächtige Westturm mit Zeltdach ist durch eine weite, leicht spitzbogige Öffnung in ganzer Breite zum Schiff geöffnet; über dem Westportal ist ein Rundfenster, an der Südseite des Turms ein Fenster in großer dreiteiliger Blende angeordnet. Das Südportal ist vermauert. Im Jahr 1914 wurde der eingezogene Rechteckchor in Backstein in massigen neuromanischen Formen weitgehend erneuert; zu gleicher Zeit wurden das Turmgewölbe und vermutlich auch das Gewände des Westportals eingebaut. Vermutlich stammt auch der nördliche Choranbau in Granit aus dieser Zeit. Weiterhin wurden szenische und ornamentale Glasmalereien hinzugefügt, die im Jahr 2000 restauriert wurden. Um 2008 erfolgte eine Sicherung und Instandsetzung der Turmfassade mit Unterstützung der Deutschen Stiftung Denkmalschutz.

## Ausstattung
Von der ursprünglichen Ausstattung ist ein großes Gemälde mit einer Darstellung des auferstandenen Christus aus dem Altaraufsatz erhalten, der 1730 von F. W. Krus aus Kiel geschaffen wurde. An der Nordwand hängt außerdem ein Bild mit der Darstellung des Gekreuzigten. Über die im Norden angebaute Sakristei ist die schlichte hölzerne Kanzel zu erreichen. Eine sechseckige schmiedeeiserne Taufe sowie ein Ofen ergänzen die Ausstattung.
Ein Kruzifix aus Holz ist aus dem späten 14. Jahrhundert erhalten.
Die Orgel ist ein stark verändertes Werk von Marcus Runge aus dem Jahr 1914 mit sechs (ursprünglich acht) Registern auf einem Manual und Pedal. Sie wurde nach Zerstörung 1945 durch die Firma Nietschmann im Jahr 1958 wieder aufgebaut.